# Cheick N'Diaye
Cheick N'Diaye   (Dakar, 15 de febrer de 1985) és un exfutbolista senegalès de la dècada de 2000.
Fou internacional amb la selecció de futbol del Senegal. Pel que fa a clubs, destacà a Stade Rennais FC i CS Sedan Ardennes.